# Болевич, Владимир
Владимир Болевич (черног. Vladimir Boljević; родился 17 января 1988 года в городе Подгорица, Югославия) — черногорский футболист, полузащитник клуба «Докса». Выступал за сборную Черногории.

## Клубная карьера
Болевич — воспитанник клуба «Зета». В 2006 года он дебютировал в чемпионате Черногории. В 2007 году Владимир помог клубу выиграть чемпионат. В начале 2011 года перешёл в польскую «Карковию». 13 марта в матче против познанского «Леха» он дебютировал в польской Экстраклассе. 27 ноября в поединке против «Белхатува» Владимир забил свой первый гол за «Краковию». В 2012 году клуб вылетел в Первую лигу Польши, но он остался в команде и спустя год помог команде вернуться в элиту.
Летом 2014 года Болевич перешёл в АЕК из Ларнаки. 24 августа в матче против лимасолского «Аполлона» он дебютировал в чемпионате Кипра. В этом же поединке Владимир забил свой первый гол за АЕК. В 2018 году он помог клубу выиграть Кубок Кипра.
Летом 2018 года Болевич подписал контракт с командой «Докса» из Катокопиаса. 26 августа в матче против «Анортосиса» он дебютировал за новый клуб.

## Международная карьера
8 июня 2015 года в товарищеском матче против сборной Дании Болевич дебютировал за сборную Черногории.